# Saccosoma farinaceum
Saccosoma farinaceum (Syn.: Helicogloea farinacea und Saccoblastia farinacea) ist eine Pilzart aus der Familie der Phleogenaceen. Die Art wurde von M.A. Donk in die Gattung Saccoblastia gestellt. Die Fruchtkörper der holarktisch verbreiteten Art sind weiß bis gelblich, resupinat und erinnern an Mehlhaufen. Der Pilz wächst saprobiontisch an abgestorbenen Zweigen von Laub- und Nadelbäumen.

## Merkmale

### Makroskopische Merkmale
Der Fruchtkörper von Saccoblastia farinacea erscheint als flockiger oder körnig-mehliger Teppich auf der Oberfläche seines Substrates. Das Hymenium ist weißlich-cremefarben bis ockergelblich, bisweilen mit rosafarbener Tönung. Die Fruchtkörper können eine Länge von 2 cm und eine Dicke von 0,5 mm erreichen.

### Mikroskopische Merkmale
Die Sporen der Art sind hyalin, breit elliptisch und messen 11–19 × 8–12 µm. Die Hyphen formen Keimschläuche oder Sekundärsporen mit einer Größe von 10–12 × 8–12 µm. Die Probasidien sind sackförmig, lateral hängend und besitzen dünne Wände.

## Verbreitung
Saccosoma farinaceum  ist in Nordamerika sowie in Europa ostwärts bis nach Finnland und Estland gefunden worden.

## Ökologie
Saccosoma farinaceum wächst saprobiontisch auf Erlen (Alnus spp.), Buchen (Fagus spp.), Pappeln (Populus spp.) und Weiden (Salix) sowie auf Tannen (Abies spp.), Fichten (Picea spp.) und Kiefern (Pinus spp.). Meist sind die Fruchtkörper auf abgestorbenen oberen Zweigen der Bäume zu finden. In Baden-Württemberg lagen alle bekannten Fundorte in Höhen zwischen 90 und 575 m.